# Bulbophyllum impar
Bulbophyllum impar là một loài phong lan thuộc chi Bulbophyllum.